# برشاوشان مجدول
برشاوشان مجدول (الاسم العلمي:Adiantum imbricatum) هو نوع من النباتات يتبع جنس البرشاوشان من الفصيلة الديشارية.